# Opacifrons simplisterna
Opacifrons simplisterna är en tvåvingeart som beskrevs av Marshall och Langstaff 1998. Opacifrons simplisterna ingår i släktet Opacifrons och familjen hoppflugor. Inga underarter finns listade i Catalogue of Life.